# Борден, Олив
Олив Борден (англ. Olive Borden, 14 июля 1906 — 1 октября 1947) — американская актриса, популярная в эпоху немого кино.

## Биография
Родилась в Ричмонде в штате Виргиния, а после смерти отца воспитывалась матерью, сначала в Норфолке, а затем в Балтиморе. В детстве она также посещала местные школы-интернаты. Олив Борден приходилась дальней родственницей Лиззи Борден, известной благодаря знаменитому делу об убийстве её отца и мачехи, в котором её обвиняли. Будучи подростком, она мечтала связать свою судьбу с шоу-бизнесом, и уговорила мать переехать в Голливуд. Там они открыли кондитерскую, чтобы иметь возможность прокормить себя. Помимо этого Борден работала телефонным оператором.
Свою актёрскую карьеру Борден начала в 1924 году с короткометражек Мака Саннетта, а затем стала сниматься на студии Хола Роуча. Год спустя она заключила контракт со студией «Fox», и в том же году была включена в список «WAMPAS Baby Stars», как одна из самых перспективных начинающих актрис года. В короткий срок Борден стала довольно популярной в Голливуде, благодаря главным ролям в одиннадцати картинах студии «Fox», среди которых «Фиговый листок» (1926), «Три негодяя» (1926) и «Вне деревни» (1926), и зарабатывая при этом до 1,500 долларов в неделю. В 1927 году студия «Fox» урезала актрисе зарплату, и она разорвала с ней контракт. Несмотря на это, она была по-прежнему востребована в качестве актрисы, и продолжила работу на студиях «Columbia Pictures» и «RKO». Начавшаяся эра звукового кино усугубила её положение, так как Борден не смогла преодолеть свой южный акцент. Актриса снялась ещё в десяти звуковых картинах, прежде чем в 1934 году завершила свою карьеру. Последним фильмом Борден стал пользующимся вниманием историков кино как интересный образец фильма о магии вуду (конкретно — малоизвестные за пределами США луизианские обычаи вуду), но чрезвычайно расистский по своему содержанию фильм ужасов «Хлоя».
После этого Борден переехала в Нью-Йорк, где некоторое время играла в театре и участвовала в водевилях. Растратив всё своё состояние, заработанное за годы популярной карьеры в Голливуде, Борден пришлось работать сперва почтальоном, а затем помощницей медсестры. В 1942 году она вступила в Женский армейский корпус, где была отмечена почётной наградой за храбрость, перевернув грузовик с боеприпасами противника. Её служба в армии завершилась после её госпитализации с тяжелой травмой ноги. После окончания войны Борден попыталась возродить актёрскую карьеру, но алкоголизм и многочисленные проблемы со здоровьем помешали ей это сделать.
Борден дважды была замужем. Её первый брак с биржевым маклером Теодором Спектором завершился разводом спустя год после свадьбы в 1932 году. После развода выяснилось, что Спектор до свадьбы с ней не развелся с его предыдущей женой, и их брак в итоге был аннулирован. В 1934 году она вышла замуж за железнодорожного техника Джона Меллера, с которым прожила до развода семь лет. При этом большую часть своей жизни актриса жила со своей матерью.
В 1945 году Борден получила работу уборщицы в пансионате для нуждающихся женщин в Лос-Анджелесе. Там она провела последние два года своей жизни, и осенью 1947 года скончалась от пневмонии и болезни желудка в возрасте 41 года. Прощание состоялась спустя два дня в здании пансионата, и похоронена актриса была на кладбище Форест-Лаун в Глендейле. Её мать позже была похоронена рядом с ней.
Вклад Олив Борден в американскую киноиндустрию отмечен звездой на Голливудской аллее славы. Она стала одной из первых восьми киноактёров, выбранных на получение звезды в 1958 году, при этом её имя было выбрано случайным образом из сотни кандидатов.